# Гориневский, Валентин Владиславович
Валенти́н Владисла́вович Гориневский (1857—1937) — российский и советский гигиенист и педиатр.
Был последователем П. Ф. Лесгафта. Занимался исследованиями в области закаливания организма, вопросами теории и методики физического воспитания. Автор многих научных трудов по теории и практике физической культуры.

## Биография
Родился 22 сентября (4 октября по новому стилю) 1857 года в Архангельске.
Окончил медицинский факультет Гейдельбергского университета в 1887 году.
18 лет (до 1913 года) работал врачом в Тенишевском училище, на базе которого в 1910 году им была создана специальная лаборатория по изучению проблем, связанных с физическим воспитанием.
Преподавал в ВУЗах Санкт-Петербурга и Самары. С 1913 года — действительный член и профессор Педагогической академии, а также профессор Высших курсов им. Лесгафта в Петербурге. С 1917 года — профессор медицинского факультета Самарского университета, где создал первую университетскую кафедру по физической культуре.
С 1921 года Гориневский работал в Москве, был заведующим научного отдела Главной военной школы физического образования трудящихся. С 1923 года — профессор Московского университета и Московского института физической культуры, где впервые в стране организовал кафедру врачебного контроля.
Жил в Москве во Введенском переулке, 20; с конца 1920-х годов — в Глазовском переулке, 10.
Умер 13 февраля 1937 года в Москве. Похоронен в колумбарии Новодевичьего кладбища, где позже были похоронены обе его дочери.

## Семья
- Дочь — Гориневская, Валентина Валентиновна (1882—1953) — заслуженный деятель науки РСФСР (1943).
- Дочь — Гориневская, Вероника Валентиновна (1887—1957) — советский учёный, профессор.
- Сын — Гориневский, Георгий-Леонтий Валентинович (1893 —1966) —архитектор, узник ГУЛАГа.[4]